# Drugi rząd Paava Lipponena
Drugi rząd Paavo Lipponena – 67. gabinet w historii Finlandii. Utworzony został 15 kwietnia 1999 po wyborach parlamentarnych w tym samym roku. Na jego czele stanął ponownie Paavo Lipponen. Gabinet współtworzyło pięć ugrupowań: Socjaldemokratyczna Partia Finlandii (SDP), Partia Koalicji Narodowej (Kok.), Liga Zielonych (Vihr.), Szwedzka Partia Ludowa (SFP) i Sojusz Lewicy (Vas).
Gabinet przetrwał do końca kadencji Eduskunty, tj. do 17 kwietnia 2003.

## Skład rządu
| funkcja                                                        | minister            | partia | okres urzędowania | okres urzędowania |
| funkcja                                                        | minister            | partia | od                | do                |
| -------------------------------------------------------------- | ------------------- | ------ | ----------------- | ----------------- |
| premier                                                        | Paavo Lipponen      | SDP    | 15 kwietnia 1999  | 17 kwietnia 2003  |
| wicepremier                                                    | Sauli Niinistö      | Kok.   | 15 kwietnia 1999  | 30 sierpnia 2001  |
| wicepremier                                                    | Ville Itälä         | Kok.   | 31 sierpnia 2001  | 17 kwietnia 2003  |
| minister spraw zagranicznych                                   | Tarja Halonen       | SDP    | 15 kwietnia 1999  | 25 lutego 2002    |
| minister spraw zagranicznych                                   | Erkki Tuomioja      | SDP    | 25 lutego 2002    | 17 kwietnia 2003  |
| minister sprawiedliwości                                       | Johannes Koskinen   | SDP    | 15 kwietnia 1999  | 17 kwietnia 2003  |
| minister spraw wewnętrznych                                    | Kari Häkämies       | Kok.   | 15 kwietnia 1999  | 1 września 2000   |
| minister spraw wewnętrznych                                    | Ville Itälä         | Kok.   | 1 września 2000   | 17 kwietnia 2003  |
| minister obrony                                                | Jan-Erik Enestam    | SFP    | 15 kwietnia 1999  | 17 kwietnia 2003  |
| minister finansów                                              | Sauli Niinistö      | Kok.   | 15 kwietnia 1999  | 17 kwietnia 2003  |
| minister w ministerstwie finansów i w ministerstwie środowiska | Suvi-Anne Siimes    | Vas    | 15 kwietnia 1999  | 17 kwietnia 2003  |
| minister edukacji                                              | Maija Rask          | SDP    | 15 kwietnia 1999  | 17 kwietnia 2003  |
| minister rolnictwa i leśnictwa                                 | Kalevi Hemilä       | bezp.  | 15 kwietnia 1999  | 1 lutego 2002     |
| minister rolnictwa i leśnictwa                                 | Raimo Tammilehto    | bezp.  | 1 lutego 2002     | 31 maja 2002      |
| minister rolnictwa i leśnictwa                                 | Jari Koskinen       | Kok.   | 31 maja 2002      | 17 kwietnia 2003  |
| minister transportu i łączności                                | Olli-Pekka Heinonen | Kok.   | 15 kwietnia 1999  | 4 stycznia 2002   |
| minister transportu i łączności                                | Kimmo Sasi          | Kok.   | 4 stycznia 2002   | 17 kwietnia 2003  |
| minister handlu i przemysłu                                    | Erkki Tuomioja      | SDP    | 15 kwietnia 1999  | 25 lutego 2000    |
| minister handlu i przemysłu                                    | Sinikka Mönkäre     | SDP    | 25 lutego 2000    | 17 kwietnia 2003  |
| minister spraw społecznych i zdrowia                           | Maija Perho         | Kok.   | 15 kwietnia 1999  | 17 kwietnia 2003  |
| minister zdrowia i ochrony socjalnej                           | Eva Biaudet         | SFP    | 15 kwietnia 1999  | 14 kwietnia 2000  |
| minister zdrowia i ochrony socjalnej                           | Osmo Soininvaara    | Vihr.  | 14 kwietnia 2000  | 19 kwietnia 2002  |
| minister zdrowia i ochrony socjalnej                           | Eva Biaudet         | SFP    | 19 kwietnia 2002  | 17 kwietnia 2003  |
| minister pracy                                                 | Sinikka Mönkäre     | SDP    | 15 kwietnia 1999  | 25 lutego 2000    |
| minister pracy                                                 | Tarja Filatov       | SDP    | 25 lutego 2000    | 17 kwietnia 2003  |
| minister środowiska                                            | Satu Hassi          | Vihr.  | 15 kwietnia 1999  | 31 maja 2002      |
| minister środowiska                                            | Jouni Backman       | SDP    | 31 maja 2002      | 17 kwietnia 2003  |
| minister kultury                                               | Suvi Lindén         | Kok.   | 15 kwietnia 1999  | 5 czerwca 2002    |
| minister kultury                                               | Kaarina Dromberg    | Kok.   | 5 czerwca 2002    | 17 kwietnia 2003  |
| minister spraw regionalnych                                    | Martti Korhonen     | Vas    | 15 kwietnia 1999  | 17 kwietnia 2003  |
| minister handlu zagranicznego                                  | Kimmo Sasi          | Kok.   | 15 kwietnia 1999  | 4 stycznia 2002   |
| minister handlu zagranicznego                                  | Jari Vilén          | Kok.   | 4 stycznia 2002   | 17 kwietnia 2003  |